# Медаль «За усердие» (Российская империя)
Медаль «За усердие» («ЗА УСЕРДIЕ») учреждена в декабре 1801 года Императором Александром I, которой изначально награждали гражданских лиц, оказавших разнообразные услуги правительству, позже нижние воинские чины за сверхсрочную службу.

## Описание медали

Шейная золотая медаль «ЗА УСЕРДIЕ» на Андреевской ленте при Николае II (аверс).

Медаль выпускалась в трёх диаметрах: нагрудная — 30(29) мм., шейная — 51 мм., памятная — 65 мм. Все они могли выполняться либо из золота, либо из серебра. 
После правления Александра I медаль учреждалась ещё четыре раза: при Николае I, Александре II, Александре III и Николае II, соответственно менялись надписи. 
На аверсе — по кругу:  «Б.М.  <имя правящего императора> ИМПЕРАТОРЪ И САМОДЕРЖЕЦЪ ВСЕРОСС.», внутри круговой надписи поплечное изображение государя. 
На реверсе — концентрические круги и надпись: «ЗА УСЕРДIЕ». При Николае II изображение изменили — слева снизу пальмовая, дубовая и лавровая ветви, вверху справа прямая надпись «ЗА УСЕРДIЕ».
26 мая 1915 года император Николай II утвердил Положение Комитета министров об изменении пробы и размера золотых и серебряных медалей «За усердие». Для медалей была снижена проба. Размер шейных медалей уменьшался до 45 мм., а нагрудных до 28 мм.
С 1916 года медали вместо золота начали чеканить из желтого металла, а вместо серебра – из белого металла. На реверсе этих медалей стали помещать буквы: «Ж. М.» (желтый металл) и «Б. М.» (белый металл). Теперь нагрудные и шейные «золотые» медали стали называться 1-го разряда, а «серебряные» – 2-го разряда.

## Порядок ношения
Согласно статье 676 Свода Законов Российской Империи, награждение этими медалями «испрашива(лось) в следующей постепенности: нагрудная серебряная на Станиславской ленте; нагрудная серебряная на Аннинской ленте; нагрудная золотая на Станиславской ленте; нагрудная золотая на Аннинской ленте; шейная серебряная на Станиславской ленте; шейная серебряная на Аннинской ленте; шейная серебряная на Владимирской ленте; шейная серебряная на Александровской ленте; шейная золотая на Станиславской ленте; шейная золотая на Аннинской ленте; шейная золотая на Владимирской ленте; шейная золотая на Александровской ленте; шейная золотая на Андреевской ленте».

## Награждения
Уже в 1809 году были вручены золотые медали на алых лентах, которые достались якутскому купцу Горохову и московскому купцу Ермилову. Первый был поощрен за нахождение головы неизвестного зверя на берегу Ледовитого океана, тогда как Ермилов во время войн с Турцией и Францией занимался снабжением русских войск. Ещё по одной золотой и серебряной медали были вручены купцам М. Чернышеву и Т. Добрякову. Серебряная медаль была вручена первому за успешное золочение куполов Ивановской колокольни, а Чернышев поощрялся за подарок Александру серебряного кубка с позолотой.
Большое количество владельцев наград получили свои знаки отличия во время Отечественной войны против войск Наполеона. К примеру, уже в 1816 году был поощрен наградой на Аннинской ленте почтальон Литовского почтамта Шмигельский, который сохранил от неприятеля денежную почту. В 1817 году знак отличия на голубой ленте был вручен старосте Большакову, заведовавшему Петербургским монетным двором. За содействие полицейским при поимке воров и дезертиров, а также за помощь на пожарах был награждён мещанин Муромцев, проживавший в Калужской губернии.
Весной 1817 года на Монетном дворе в Санкт-Петербурге выпустили уникальную золотую медаль маленького размера, диаметр которой составил 28 миллиметров. На сегодняшний день нет исторических сведений относительно того, кому была вручена награда. Выдавались также медали большого размера диаметром около 65 миллиметров, которые выдавались как серебряными, так и золотыми. Награды изготавливались без ушка и считались подарочными. За время царствования императора Александра первого кавалеры получили около 1000 золотых знаков отличия, а ещё 800 человек удостоились 800 серебряных наград, носимых на шее.
Известны случаи ношения медали на наградных лентах Святого Андрея Первозванного и Святого Александра Невского. За время награждения медалью всего три раза ею были поощрены кавалеры за боевые заслуги, которые носили знак отличия на ленте Святого Георгия.